# Felip d'Artois
Felip d'Artois (1269 - 11 de setembre de 1298) va ser un noble francès, fill del comte d'Artois i senyor de Conches-en-Ouche.
Va ser el fill gran de Robert II el Noble, comte d'Artois i d'Amícia de Courtenay. Es va casar el juliol de 1280, per contracte, amb Blanca de Bretanya (1270-1327), filla de Joan II de Bretanya, duc de Bretanya i de Beatriu d'Anglaterra. Van tenir els següents fills:
- Margarida (1285-1311), casada a Lluís de França, comte d'Evreux, amb qui va tenir cinc fills i posterioritat
- Robert III (1287-1342), comte de Beaumont-le-Roger, que va tenir successió
- Isabel (1288-1344), monja a Poissy;
- Joana (1289-després de 1347), casada amb Gastó I, comte de Foix
- Maria (1291-1365), casada amb Joan de Dampierre, comte de Namur, amb qui va tenir onze fills
- Caterina (1296-1368), casada amb Joan II de Castella, comte d'Aumale.

Va morir l'11 de setembre de 1298 a causa de les ferides que va rebre a la batalla de Veurne. Va ser enterrat al convent dels jacobins del carrer de Sant Jaume de París, en una tomba de marbre blanc amb una imatge seva en relleu.
La seva mort va succeir abans que la del seu pare i va provocar un conflicte successori entre Mafalda, filla gran del comte, i Robert, fill de Felip, aleshores comtes de Beaumont.